# 冯庸大学
冯庸大学为中國曾經存在的一所私立大学。1927年8月8日，由奉系空军中將冯庸创办于瀋陽。1931年918事变后学校流亡北平，同年10月28日于北平原陆军学校复校。1933年9月冯庸大学并入国立东北大学。

## 校园
冯庸大学的校园位于沈阳市铁西汪家河子村，南满铁路揽军屯站附近。
设大学部、中学部、小学部。其中大学部分设工学院、法学院、教育学院。

## 办学特色
- 冯庸大学为中國第一所西式大学，也是中國第一所拥有军用教学飞机及机场的大学。
- 冯庸大学对学生完全免费，不收取任何费用。

## 著名校友
- 劉毅夫（劉興亞）－中華民國國防部聯勤南京指揮官
- 张昭 (1911年)：中华人民共和国林业部常务副部长。